# Franz Donalies
Franz Donalies (* 30. September 1872 in Ragnit; † wahrscheinlich 1945) war ein deutscher Gewerkschaftler und Politiker (SPD).

## Leben
Donalies war ursprünglich Sattler und arbeitete 1905 bis 1910 als Expedient. 1910 wurde er SPD-Parteisekretär in Königsberg (Preußen). 
Politisch war Donalies Mitglied des Sattlerverbandes und der SPD. 1902 bis 1905 war er Vorsitzender und 1905 bis 1910 Gauleiter des Sattlerverbandes. 1907 bis 1915 war er Vorsitzender der Presskommission. 1919/1910 war er Vorsitzender der SPD in Königsberg, dann 2. Vorsitzender des SPD-Bezirksverbandes Ostpreußen und stellvertretendes Mitglied des SPD-Parteiausschusses. Später war er Gauleiter des Reichsbanners Schwarz-Rot-Gold.
1909 bis 1924 war er Stadtverordneter in Königsberg. 1925 bis 1933 gehörte er dem Provinziallandtag der Provinz Ostpreußen an. 1931 bis 1932 war er stellvertretender Vorsitzender des Provinziallandtags. Nach dem Tod von Curt Immisch rückte er am 27. April 1931 als stellvertretendes Mitglied in den Preußischen Staatsrat nach und blieb dies bis 1933. Nach der Machtergreifung der Nationalsozialisten wurde er in „Schutzhaft“ genommen. Er starb bei Ende des Krieges wahrscheinlich bei einem Schiffsuntergang.